# Harald Sæverud
Harald Sæverud (født 17. april 1897 på Nordnes ved Bergen, død 27. marts 1992 i Bergen) var en norsk komponist. Hans mest kendte værker er Kjempeviseslåtten (1943) og Rondo Amoroso (1939). Med ni symfonier er Sæverud en af Skandinaviens mest væsentlige symfonikere i det 20. århundrede. Ligesom Edvard Grieg har Sæverud skrevet musik til Henrik Ibsens Peer Gynt. Sæveruds fortolkning er i dag oftere brugt ved opførelser af skuespillet end Griegs version.
Harald Sæverud boede i mange år lige udenfor Bergen i Rådal (nu Fana), hvor hans bolig er indrettet som museum. Hans musik kan inddeles i to klare hovedkategorier: klaverstykker og orkesterværker. Hans orkesterproduktion har flere obo-, violin-, klaver- og fagotkoncerter, samt en del en-satsede værker. 
Sæverud fremhævede selv Wolfgang Amadeus Mozart og Joseph Haydn som sine vigtigste inspirationskilder.

## Udvalgte værker
- Symfoni nr. 1 (1916–1919) - for orkester
- Symfoni nr. 2 (1922) - for orkester
- Symfoni nr. 3 (1926) - for orkester
- Cellokoncert (1931) - for cello og orkester
- Symfoni nr. 4 (1937) - for orkester
- "Rondo amoroso" (1939) - for soloobo og strygeorkester
- Symfoni nr. 5 "Næsten en fantasi" (1941) - for orkester
- Symfoni nr. 6 "Smerteful" (1942) - for orkester
- "Kjempeviseslåtten" (1943) - for klaver og orkester
- Symfoni nr. 7 "Salme" (1944-1945) - for orkester
- Klaverkoncert  (1948–1950) - for klaver og orkester
- Symfoni nr. 8 "Minnesota" (1958) - for orkester
- Symfoni nr. 9 (1965-1966) - for orkester